# Сухой закон в США

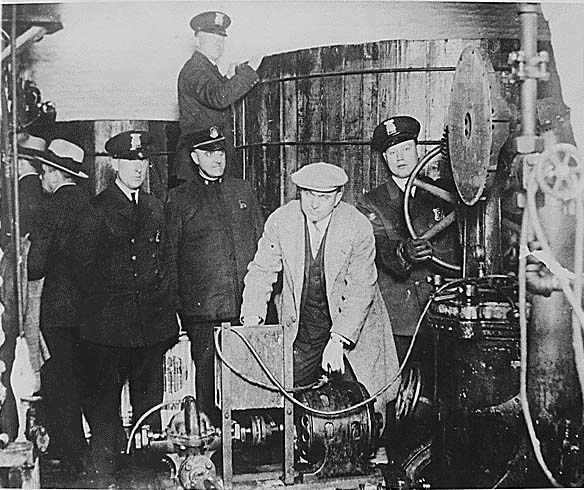
Полиция Детройта осматривает оборудование для производства спиртного в нелегальной пивной в эпоху «сухого закона».

«Сухой закон» в США (англ. Prohibition — запрет) — общенациональный запрет на продажу, производство и транспортировку алкоголя, который действовал на федеральном уровне с 1920 по 1933 год. Введён Восемнадцатой поправкой к Конституции США и конкретизирован «законом Волстеда». Владение алкоголем в частной собственности и его потребление федеральным законом не ограничивалось. Запрет алкоголя вызвал самый большой рост организованной преступности в американской истории. Запрет на алкоголь был отменён с ратификацией Двадцать первой поправки 5 декабря 1933 года.

## Законодательное основание
Раздел 1. По прошествии года после ратификации этой статьи закона, производство, продажа или же транспортировка дурманящего (intoxicating) спиртного внутри страны, импорт таковых в страну или же экспорт из страны в качестве напитков запрещены в США и на всех территориях, подпадающих под соответствующую юрисдикцию.
Раздел 2. Конгресс и Штаты должны иметь власть, достаточную для обеспечения действия этой статьи закона путём применения соответствующего законодательства.
Раздел 3. Эта статья закона не вступит в силу, если не будет в соответствии с Конституцией ратифицирована в качестве поправки к Конституции законодательными органами отдельных штатов в течение семи лет после даты подачи настоящего документа на рассмотрение Штатов Конгрессом.
Сенат США предложил Восемнадцатую поправку 18 декабря 1917 года. После утверждения 36-м по счёту штатом 16 января 1919 года поправка стала частью Конституции. Действие её начиналось через год, 17 января 1920 года.
28 октября 1919 года Конгресс США принял закон Волстеда, или Национальный закон о запрете алкоголя (National Prohibition Act), преодолев вето президента Вудро Вильсона. Закон устанавливал юридическое определение опьяняющих напитков, а также наказания за их производство. Хотя закон Волстеда запрещал продажу алкоголя, федеральному правительству не хватало ресурсов, чтобы обеспечить его соблюдение.

## Предпосылки
Потребление алкогольных напитков было спорной темой в Америке ещё с колониального периода. В 1657 году Генеральный совет Массачусетса ради предотвращения пьянства среди индейцев запретил продажу им спиртных напитков вплоть до сидра и перри
В целом неформальный социальный контроль в семье и общине помогал поддерживать осуждение злоупотребления алкоголем. «Пьянство осуждалось и наказывалось, но только как злоупотребление богоданным даром. Сами спиртные напитки не считались чем-то дурным, как и пища не порицается за грех чревоугодия. Излишество было личным неблагоразумием».
Вскоре после того, как Соединённые Штаты получили независимость, в Западной Пенсильвании произошло Восстание из-за виски, вызванное введением налогов на виски. Хотя эти налоги взимались главным образом для того, чтобы помочь погасить вновь образовавшийся государственный долг, их поддерживали и некоторые социальные реформаторы, которые надеялись, что «налог на грех» повысит осведомлённость общественности о вредном воздействии алкоголя. Налог на виски был отменён после того, как в 1800 году пришла к власти Демократическо-республиканская партия Томаса Джефферсона, которая противостояла Федералистской партии Александра Гамильтона.
Бенджамин Раш, выдающийся врач конца XVIII века, предпочитал запрету на алкоголь умеренное потребление. В своём трактате «Исследование воздействия спиртных напитков на человеческое тело и разум» (1784) Раш утверждал, что чрезмерное употребление алкоголя вредно для физического и психологического здоровья, и называл пьянство болезнью. По-видимому, именно под влиянием широко обсуждаемых взглядов Раша около 200 фермеров в общине Коннектикута в 1789 году сформировали Ассоциацию трезвости. Подобные ассоциации были сформированы в Виргинии в 1800 и Нью-Йорке в 1808 годах. В течение десятилетия в восьми штатах сформировались и другие группы трезвости, в том числе в масштабах целых штатов. Взгляды Раша и других сторонников ограничения потребления спиртного послужили основанием для разделения общественной нормы по гендерному признаку: многие мужчины любили выпить и часто считали это жизненно важным для своего здоровья, в то время как женщины, принявшие идеологию «истинного материнства», полностью воздерживались от употребления алкоголя, который, по их мнению, представлял угрозу для дома и семьи. В 1830 году американцы в среднем потребляли в неделю количество алкоголя, эквивалентное 1,7 бутылки крепких напитков, что в три раза больше, чем в 2010 году.

## Развитие движения за запрет спиртного
Первой по-настоящему крупной антиалкогольной организацией стало Американское общество трезвости (ATS), сформированное в 1826 году. К 1835 году оно насчитывало 1,5 миллиона членов, причём доля женщин в его местных ячейках составляли от 35 до 60 процентов.
Движение за запрет спиртного, также известное как «сухой крестовый поход», продолжилось в 1840-х годах. Активнее всего действовали пиетистские религиозные деноминации, особенно методистские. В конце XIX века это движение дополнило пропаганду трезвости борьбой со всеми общественными проявлениями потребления алкоголя. Проповедники, такие как преподобный Марк Мэтьюс, связывали продажу алкоголя с политической коррупцией. К 1850 году потребление алкоголя на душу взрослого населения (от 15 лет), в 1820-х годах доходившее до 7 галлонов (26,5 л) в год, сократилось более чем втрое.
Заметных успехов движение достигло в 1850-х годах. Так, в 1851 году в штате Мэн был принят закон о запрете производства и продажи спиртных напитков. До его отмены в 1856 году полный запрет ввели ещё 12 штатов. Во время Гражданской войны (1861—1865) движение умеренности потеряло силу, но после её окончания и запрета рабства социальные моралисты США снова обратились к вопросу трезвости. Между тем высокие налоги на крепкие напитки привели к постепенному вытеснению их пивом, которое к 1890 году сравнялось с виски по объёму потребляемого американцами спирта. Свой вклад в этот процесс внесла и массовая иммиграция из таких стран, как Ирландия и Германия.

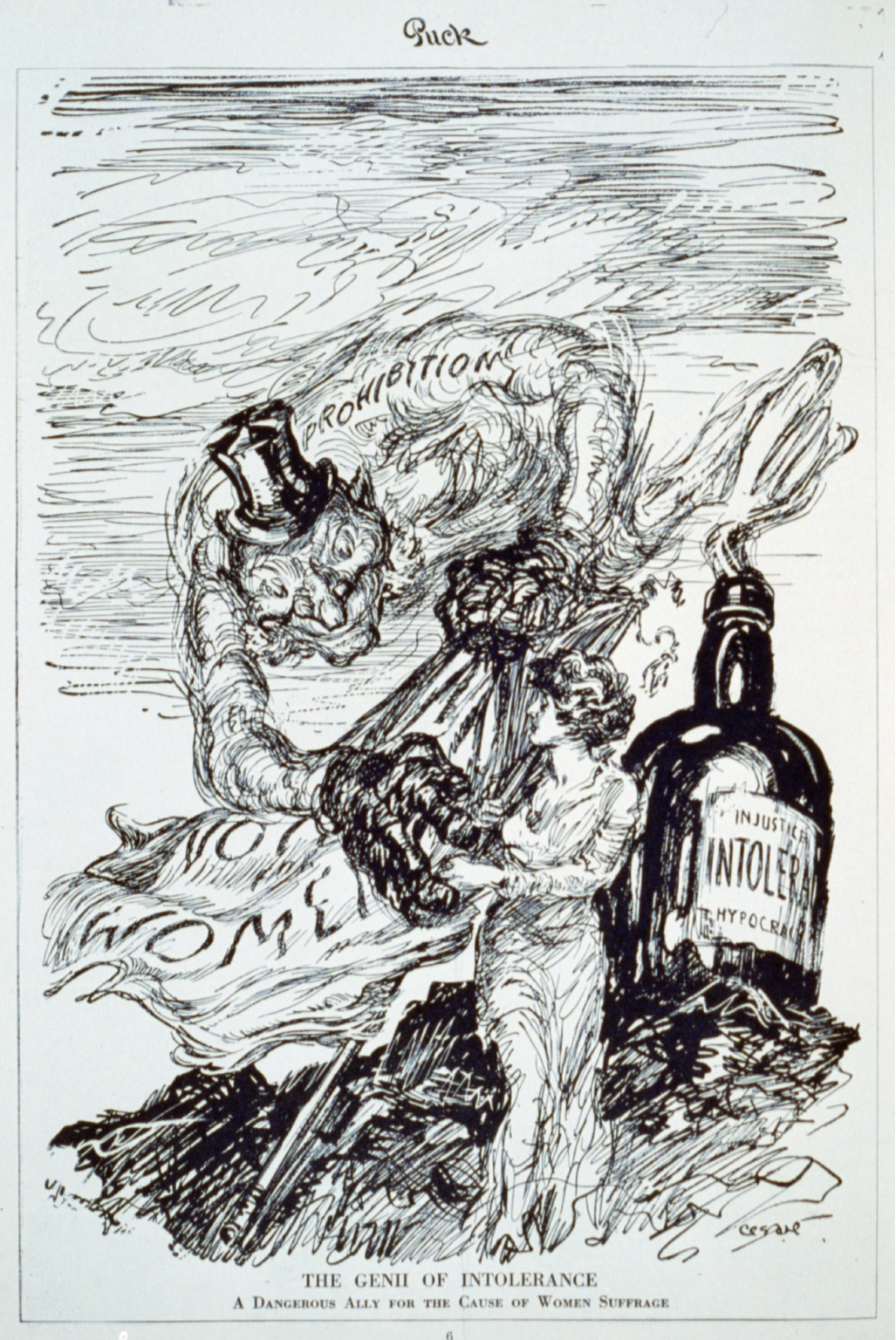
«Дух нетерпимости: опасный союзник для суфражистского дела». Карикатура 1915 г.

«Сухой крестовый поход» был возрождён Партией сухого закона (Prohibition Party), основанной в 1869 году, и Женским христианским союзом трезвости (WCTU), созданным в 1873 году. Союз выступал за запрещение алкоголя ради предотвращения злоупотреблений со стороны мужей-алкоголиков. Участницы WCTU полагали, что для формирования общественной поддержки идеи запрета на спиртное должны донести своё послание до детей. Франсис Уиллард, второй президент WCTU, утверждала, что целью организации было создать «союз женщин всех конфессий с целью обучения молодёжи, улучшения общественного настроения, переубеждения пьющих классов, преобразования силой Божественной благодати тех, кто порабощён алкоголем, и удаления таверн с наших улиц законом». Всё ещё лишённые избирательных прав, участницы WCTU следовали доктрине Франсис Уиллард «Делай всё» и использовали пропаганду трезвости как метод вступления в политику и продвижения других прогрессивных вопросов, таких как тюремная реформа и трудовое право.
В 1881 году Канзас стал первым штатом, который запретил алкогольные напитки в своей конституции. Запрет, однако, широко игнорировался, и тогда эксцентричная активистка Кэрри Нейшн попыталась провести его в жизнь самостоятельно. С 1900 года она заходила в салуны, выгоняла клиентов и уничтожала топориком бутылки спиртного. Нейшн атаковала даже аптеки, продававшие медицинский спирт; за десять лет она 30 раз подвергалась аресту за свои акции. Впрочем, подобные радикальные методы были редки: другие активисты поддерживали «сухое» дело пением, молитвами и призывами к владельцам салунов прекратить продавать алкоголь. Ряд штатов, особенно на юге, приняли законы о запрете алкоголя, как и отдельные округа в других штатах.
Распространение салунов шаговой доступности в эпоху после Гражданской войны стало следствием активного притока рабочих в города. Бары для рабочих были популярными местами встреч, позволявшими отвлечься от работы и домашней жизни. Пивоваренная промышленность активно участвовала в создании салунов как прибыльной потребительской базы в своей бизнес-цепочке. Салуны часто были связаны с определённой пивоварней: деятельность заведения финансировалась пивоваром в обмен на обязательство продавать только его продукцию. Многие дешёвые салуны предлагали бесплатно пересоленную еду, чтобы посетитель заказывал к ней побольше напитков. В течение Эры прогрессивизма (1890—1920) враждебность к салунам и их политическому влиянию стала широко распространённым настроением. В 1893 году была основана Антисалунная лига, вскоре ставшая влиятельной общенациональной организацией: к 1900 году её бюджет достиг 2 млн долларов.
Вопрос о запрете на алкоголь был важным фактором во внутренней политике. Многочисленные исторические исследования показали, что разделение политических сил по нему носило этнорелигиозный характер. Сухой закон поддерживали в основном пиетистские протестантские деноминации: методисты, северные баптисты, южные баптисты, пресвитериане Новой школы, «ученики Христа», конгрегационалисты, квакеры и скандинавские лютеране; также за него выступали католический Союз полного воздержания Америки и, в определённой степени, мормоны. Эти религиозные группы называли салуны средоточиями политической коррупции, а употребление спиртного — грехом. Им противостояли «мокрые», прежде всего литургические протестанты (епископалы и немецкие лютеране) и остальные католики, которые осуждали идею о том, что правительство должно определять мораль. Даже в цитадели «мокрых» — Нью-Йорке — было активное движение за сухой закон, возглавлявшееся норвежскими церковными группами и афроамериканскими трудовыми активистами, которые полагали, что запрет принесёт пользу рабочим, особенно афроамериканцам. Торговцы чаем и производители газировки в целом поддерживали запрет, полагая, что он увеличит продажи их продукции.
Особенно эффективным деятелем на политическом фронте был Уэйн Уилер (1869—1927) из Антисалунной лиги, который добился победы на выборах многих кандидатов, выступавших за запрет спиртного. Уилер был родом из Огайо. Сообщалось, что его глубокое отвращение к алкоголю началось в молодости, когда его ранил на ферме пьяный рабочий. Начав с низов, он быстро продвигался вверх. В какой-то момент он понял, что для успеха ему нужно поскорее добиться широкого общественного одобрения. В своей политике «уилеризма» он использовал средства массовой информации для создания видимости того, что широкая общественность поддерживает его позицию. Благодаря своему влиянию и власти Уилер стал известен как «сухой босс».
Вопрос о сухом законе отражал наметившиеся в США противоречия между городскими и сельскими ценностями. Видя массовый приток мигрантов в городские центры, многие люди связывали преступность и моральное разложение американских городов с большой долей иммигрантского населения в них. Салуны, популярные среди иммигрантов, часто посещались политиками, которые хотели получить голоса иммигрантов в обмен на услуги — предложения работы, юридическую помощь, продовольственные корзины. Таким образом, салуны рассматривались как питательная среда для политической коррупции.
Большинство экономистов в начале XX века поддерживали идею запрета на спиртное. Саймон Нельсон Паттен, один из ведущих сторонников запрета, считал, что страна в конечном счёте придёт к запрету эволюционным путём. Профессор экономики Йельского университета Ирвинг Фишер, который также был «сухим», опубликовал подробное экономическое обоснование запрета. По его подсчётам, правительство США ежегодно получало благодаря сухому закону до 6 млрд долларов дохода.
В условиях новой демографической ситуации распространилась доктрина нативизма, основанная на идее, что величие Америки создано людьми белого англосаксонского происхождения. Этот взгляд питал враждебность по отношению к городским иммигрантским общинам, в которых процветала алкогольная культура.
В начале XX века успеху «сухого крестового похода» поспособствовали два важных изменения в законодательстве. В 1913 году Шестнадцатая поправка к Конституции ввела федеральный подоходный налог, который мог заменить косвенные налоги на алкоголь. Второй ключевой переменой стало избирательное право женщин, обеспеченное Девятнадцатой поправкой в 1920 году; поскольку большинство женщин поддерживало идею запрета на алкоголь, организации трезвости, как правило, выступали за избирательное право для женщин.
На президентских выборах 1916 года действующий президент демократ Вудро Вильсон и кандидат от Республиканской партии Чарльз Эванс Хьюз проигнорировали вопрос о запрете на спиртное, как и политические платформы обеих партий. В обеих партиях были сильные «мокрые» и «сухие» фракции, и так как на выборах ожидалась острая конкуренция, то ни один из кандидатов не желал терять из-за этого голоса.
В марте 1917 года начал работу 65-й созыв Конгресса, в котором «сухие» превосходили «мокрых» в соотношении 140 против 64 в Демократической партии и 138 против 62 среди республиканцев. С объявлением в апреле войны Германии американцы немецкого происхождения, значительная сила против запрета, оказались в политической изоляции. Кроме того, появилось новое обоснование запрета: он позволил бы выделять больше ресурсов — особенно зерна — на военные цели.
Резолюция, призывающая к конституционной поправке, вводящей общенациональный запрет на спиртное, была внесена в Конгресс и принята обеими палатами в декабре 1917 года. К 16 января 1919 года поправку ратифицировали 36 из 48 штатов, что сделало её законом. В конечном счёте только два штата — Коннектикут и Род-Айленд — так и не ратифицировали её. 28 октября 1919 года Конгресс принял закон Волстеда, уточнявший и конкретизировавший положения Восемнадцатой поправки.
18 ноября 1918 года, ещё до ратификации Восемнадцатой поправки к Конституции, Конгресс США принял временный закон, который запретил продажу алкогольных напитков, имеющих содержание алкоголя более 1,28 %. Этот закон был призван сберечь зерно в условиях войны; он был подписан 11 ноября 1918 года и вступил в силу 30 июня 1919 года.

## Вступление запрета в силу
Действие общенационального запрета на алкоголь началось 17 января 1920 года, когда вступил в силу закон Волстеда. Задача по обеспечению его соблюдения была возложена на три федеральных агентства: Управление по обеспечению правопорядка береговой охраны США, Бюро по запрету Налогового управления США и Бюро по запрету Министерства юстиции США. Для этого было назначено 1520 федеральных полицейских агентов.
Сухой закон стал очень спорной темой среди медицинских работников, потому что алкоголь в то время широко предписывался врачами в терапевтических целях. В 1921 году Конгресс провёл слушания о лечебной ценности пива. Впоследствии врачи по всей стране лоббировали отмену запрета в отношении лекарственных настоек. С 1921 по 1930 год врачи заработали на рецептах виски около 40 млн долларов.
Хотя на территории США были запрещены производство, импорт, продажа и транспортировка алкоголя, статья 29 закона Волстеда разрешала изготавливать в домашних условиях вино и сидр (до 200 галлонов в год, или 757 литров), и на некоторых виноградниках выращивался виноград для этих целей. Употребление алкоголя как таковое законом не запрещалось.
Поскольку в соседних странах алкоголь оставался легальным, ликёроводочные и пивоваренные заводы в Канаде, Мексике и Карибском бассейне процветали: их продукция либо потреблялась приезжими американцами, либо подпольно ввозилась в Соединённые Штаты. Особенно плохо контролировалась река Детройт, по которой проходит часть границы США с Канадой. Когда правительство США пожаловалось британцам, что действие американского законодательства подрывается чиновниками в Нассау, глава британского Министерства по делам колоний отказался вмешиваться. Уинстон Черчилль утверждал, что запрет был «оскорблением всей истории человечества».

## Бутлегерство и легальные пути обхода закона
Ожидая вступления Восемнадцатой поправки в силу, многие люди побогаче накапливали алкоголь для легального домашнего потребления. Они скупали запасы спиртных напитков у розничных и оптовых торговцев, опустошая их склады, салуны и клубные кладовые. Президент Вудро Вильсон после окончания срока полномочий перевёз личные запасы алкогольных напитков в свой дом в Вашингтоне. Его преемник, Уоррен Гардинг, после инаугурации переместил свой собственный большой запас в Белый дом.
После того, как Восемнадцатая поправка стала законом, в США началось массовое бутлегерство. Только за первые шесть месяцев 1920 года федеральное правительство возбудило 7291 дело о нарушениях закона Волстеда. За 1921 год число случаев нарушения закона Волстеда подскочило до 29 114 и в следующие тринадцать лет продолжало расти.
Виноградный сок под запрет не подпадал, между тем за счёт брожения в течение шестидесяти дней он превращается в вино с 12 % алкоголя. Многие люди воспользовались этим, и производство виноградного сока в эпоху сухого закона увеличилось в четыре раза.
Чтобы предотвратить использование бутлегерами технического этилового спирта для производства нелегальных напитков, федеральное правительство распорядилось об отравлении технических спиртов. В ответ бутлегеры нанимали химиков, которые успешно ренатурировали алкоголь, чтобы сделать его пригодным для питья. Тогда Министерство финансов потребовало от производителей добавлять более смертоносные яды, включая метиловый спирт; стандартная смесь состояла из 4 частей метанола, 2,25 части пиридинового основания и 0,5 части бензола на 100 частей этилового спирта. Нью-йоркские медицинские эксперты активно выступали против этой политики из-за опасности для человеческой жизни: за годы действия сухого закона от употребления денатурированного алкоголя умерло до 10 тыс. человек. Нью-йоркский судмедэксперт Чарльз Норрис полагал, что правительство несёт моральную ответственность за их смерть, так как понимало, что яд не сдерживает людей, но всё равно продолжало отравлять технический спирт.

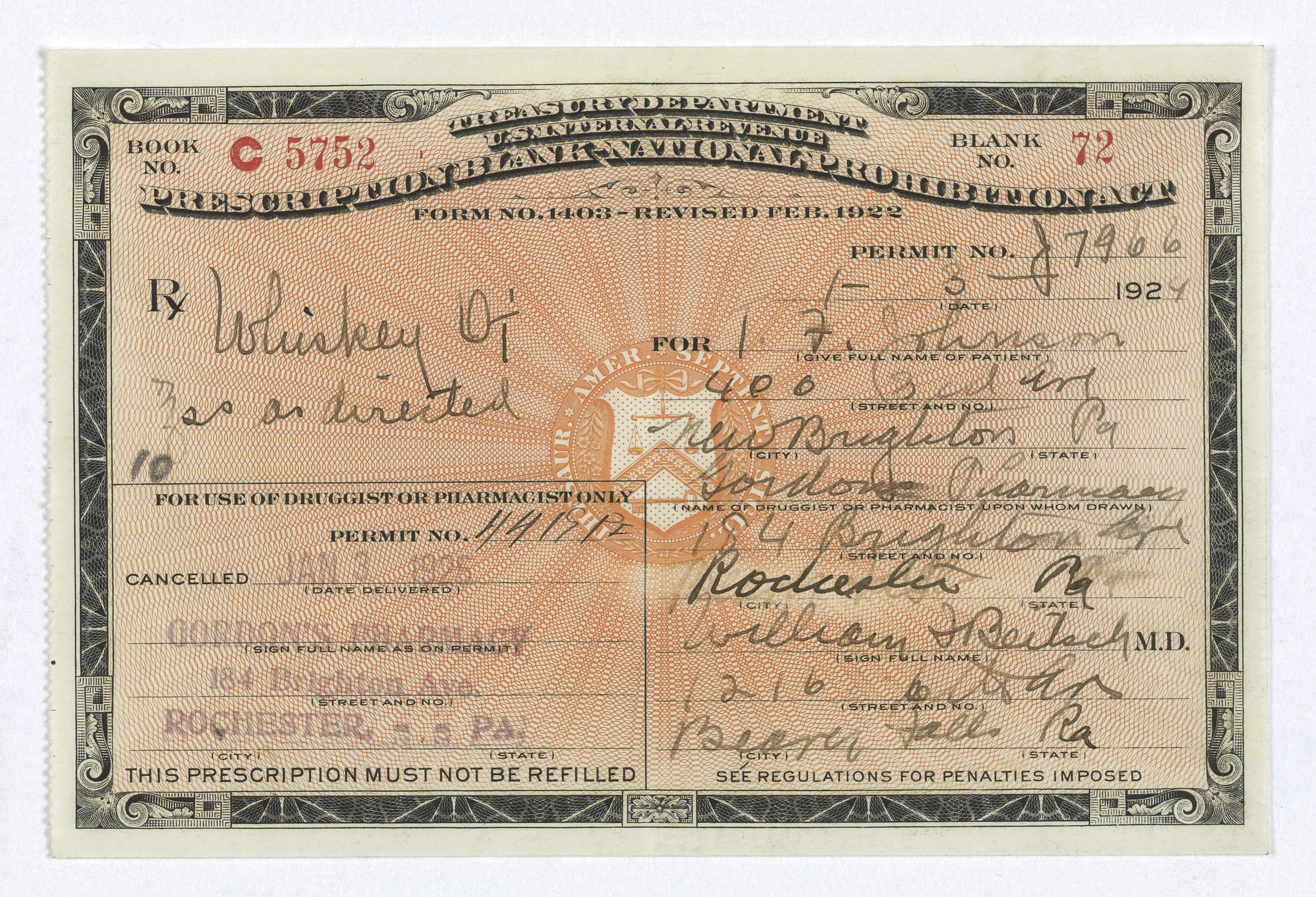
Медицинский рецепт на виски, 1924 г.

В магазинах продавался виноградный концентрат с предупреждающими этикетками, где были перечислены шаги, которых следует «избегать», чтобы «предотвратить» брожение сока в вино. Некоторые аптеки продавали «медицинское вино» с содержанием алкоголя около 22 %. Чтобы оправдать продажу, вину придавался лекарственный вкус. Широко распространилось домашнее приготовление крепких напитков, особенно джина. Поскольку продажа алкоголя домашней перегонки была незаконной и обходила государственное налогообложение, правоохранительные органы неустанно преследовали его производителей и распространителей. В ответ бутлегеры начали модифицировать свои автомобили, чтобы их труднее было догнать правительственным агентам. Такие автомобили стали известны как «moonshine runners» или «shine runners»; считается, что именно из соревнований бутлегеров на этих машинах, выглядевших как обычные серийные, выросла знаменитая гоночная серия NASCAR. В некоторых магазинах продавались незапрещённые ингредиенты для спиртного, включая бенедиктин, вермут, сусло для виски и даже этиловый спирт.
В октябре 1930 года, всего за две недели до промежуточных выборов в Конгресс, бутлегер Джордж Кэссиди — «Человек в зелёной шляпе» — рассказал членам Конгресса, как он занимался бутлегерством в течение десяти лет. Один из немногих бутлегеров, когда-либо рассказывавших свою историю, Кэссиди написал пять передовиц для The Washington Post, в которых утверждал, что 80 % конгрессменов и сенаторов пьют спиртное. Противники сухого закона заявляли, что он не только не останавливает преступность, но и приводит к созданию крупных, хорошо финансируемых и вооружённых преступных синдикатов. Поскольку запрет становился всё более непопулярным, особенно в городах, его отмена ожидалась с нетерпением.
Когда в 1933 году сухой закон был отменён, многие бутлегеры и подпольные поставщики просто занялись законным алкогольным бизнесом. Некоторые преступные синдикаты перешли к рэкету легальных продаж алкоголя и других сфер бизнеса.

## Эффект
Эффективное соблюдение запрета на алкоголь в эру «сухого закона» оказалось очень трудным. Возникло множество преступных организаций, в том числе современная американская мафия и другие криминальные группировки, занимавшиеся контрабандой и нелегальным производством и распространением спиртных напитков — бутлегерством. Массовое пренебрежение к закону также было взаимосвязано с коррупцией среди политиков и в рядах полиции.
Тем не менее потребление алкоголя в 1920-х годах в целом снизилось вдвое и оставалось ниже ранее наблюдавшегося уровня вплоть до 1940 года. По другим данным, уже через несколько лет после введения запрета потребление алкоголя вернулось на прежний уровень и продолжило расти.
Запрет, как считается, позволил сократить количество потребляемого алкоголя, количество госпитализаций в государственные психиатрические больницы с алкогольными психозами, арестов за публичное пьянство и прогулов. Частота цирроза печени, характерного симптома алкоголизма, за время действия запрета снизилась почти на две трети.
В то время как многие утверждают, что запрет стимулировал распространение мощной организованной преступности, некоторые учёные полагают, что такие утверждения «коренятся во впечатлениях, а не в фактах» и что на самом деле преступность не усиливалась. К 1925 году только в Нью-Йорке насчитывалось от 30 тыс. до 100 тыс. спикизи. «Мокрая» оппозиция, критикуя сухой закон, говорила о личной свободе, налоговых поступлениях от легального пива и крепких напитков и о бедствии организованной преступности.

## Отмена
Видной фигурой в борьбе против сухого закона стал капитан Военно-морского флота Уильям Стэйтон, основавший в 1918 году Ассоциацию против поправки о сухом законе — самую крупную из почти сорока подобных организаций. Число консерваторов, которые настаивали на запрете, уменьшилось; многие фермеры, которые первоначально поддерживали запрет, теперь боролись за его отмену из-за урона, который он наносил сельскохозяйственному бизнесу.
Большую роль в пропаганде отмены сухого закона сыграли экономические проблемы: до введения в 1920 году закона Волстеда около 14 % федеральных, штатных и местных налоговых поступлений поступало от продажи алкоголя. Когда началась Великая депрессия и упали налоговые поступления, в этих доходах снова возникла нужда. Были споры о том, должно ли решение об отмене приниматься на федеральном уровне или отдельными штатами.
В мае 1929 года сторонник запрета президент Гувер, видя неоднозначность ситуации, назначил специальную комиссию во главе с бывшим генпрокурором Дж. Викершемом. После двухлетней работы комиссия представила доклад, в котором признала широкий масштаб нарушения сухого закона, рост контрабанды и самогоноварения, однако настаивала на сохранении запрета в силе и на ужесточении мер по его соблюдению. Однако к моменту выборов 1932 года наметилось разделение позиций по партийному признаку: находившиеся в оппозиции демократы начали призывать к отмене сухого закона.
22 марта 1933 года новый президент, демократ Франклин Рузвельт подписал закон Каллена-Харрисона, разрешающий производство и продажу пива с 3,2 % алкоголя по весу (приблизительно 4 % по объёму) и лёгких вин. Сам закон Волстеда ранее определял как опьяняющий любой напиток с содержанием алкоголя более 0,5 %. Согласно исследованию 2017 года, опубликованному в журнале Public Choice, больше всего эту меру поддержали конгрессмены из традиционно пивоварных штатов и члены Демократической партии, тогда как представители многих южных штатов были наиболее решительно против.
Восемнадцатая поправка была отменена 5 декабря 1933 года, с ратификацией Двадцать первой поправки. Несмотря на усилия Хибера Гранта, президента Церкви Иисуса Христа Святых последних дней, Конституционное собрание штата Юта в тот день единогласно проголосовало за ратификацию поправки; вместе с Ютой количество проголосовавших «за» штатов достигло 36, обеспечив нужное конституционное большинство.

## После отмены

Округа США, где спиртное запрещено (красный цвет), разрешено (синий) и запрещено частично или местами (жёлтый)

Двадцать первая поправка не мешает штатам ограничивать или запрещать оборот алкоголя; более того, она запрещает привоз алкоголя «в любой штат, территорию или владение США» «в нарушение их законов», допуская таким образом «сухие законы» на уровне штатов и местном уровне. Многие округа и муниципалитеты США и сейчас ограничивают или запрещают продажу спиртных напитков.
Кроме того, многие племенные правительства запрещают алкоголь в индейских резервациях. Федеральный закон тоже запрещает алкоголь в индейских резервациях, хотя этот закон в настоящее время применяется только тогда, когда нарушен также и местный племенной.
После отмены федерального сухого закона некоторые бывшие его сторонники открыто признали неудачу этой инициативы. Например, Джон Рокфеллер-младший в письме 1932 года так объяснил свою точку зрения: «Когда был введён запрет, я надеялся, что он будет широко поддержан общественным мнением и скоро наступит день, когда будут признаны пагубные последствия алкоголя. Я медленно и неохотно пришёл к выводу, что результат оказался не таким. Напротив, пьянство в целом усилилось, место салунов заняли «спикизи», появилась огромная армия нарушителей закона, многие из наших лучших граждан открыто игнорировали запрет, уважение к закону значительно уменьшилось, а преступность возросла до невиданного ранее уровня».
В конце 1930-х годов около 40 % опрошенных американцев высказали желание восстановить национальный запрет на алкоголь. Впрочем, уже в первые десятилетия после отмены сухого закона общественная стигматизация спиртного в основном исчезла: согласно опросу агентства Gallup, проводимому почти каждый год с 1939 года, две трети взрослых американцев в возрасте 18 лет и старше употребляют алкоголь. С 1945 года общее потребление алкоголя в стране постепенно росло, достигнув к 1980 году отметки 2,8 галлона (10,6 литра) на душу взрослого населения в год, однако затем перешло к снижению и к концу 1990-х вернулось к 2,2 галлона. При этом наметилась тенденция к снижению доли крепких напитков; впервые в истории США заметную долю набрало вино.
18 штатов поначалу сохранили запрет на своём уровне. Последний штат, Миссисипи, окончательно покончил с ним лишь в 1966 году. Почти две трети всех штатов передали право голосования по этому вопросу на местный уровень. Поэтому ещё через некоторое время после отмены федерального сухого закона 38 % населения страны проживало в «безалкогольных» районах.
По данным опроса 2014 года, 18 % американцев считали, что употребление алкоголя должно быть запрещено законом.